# レイランド・ナショナル

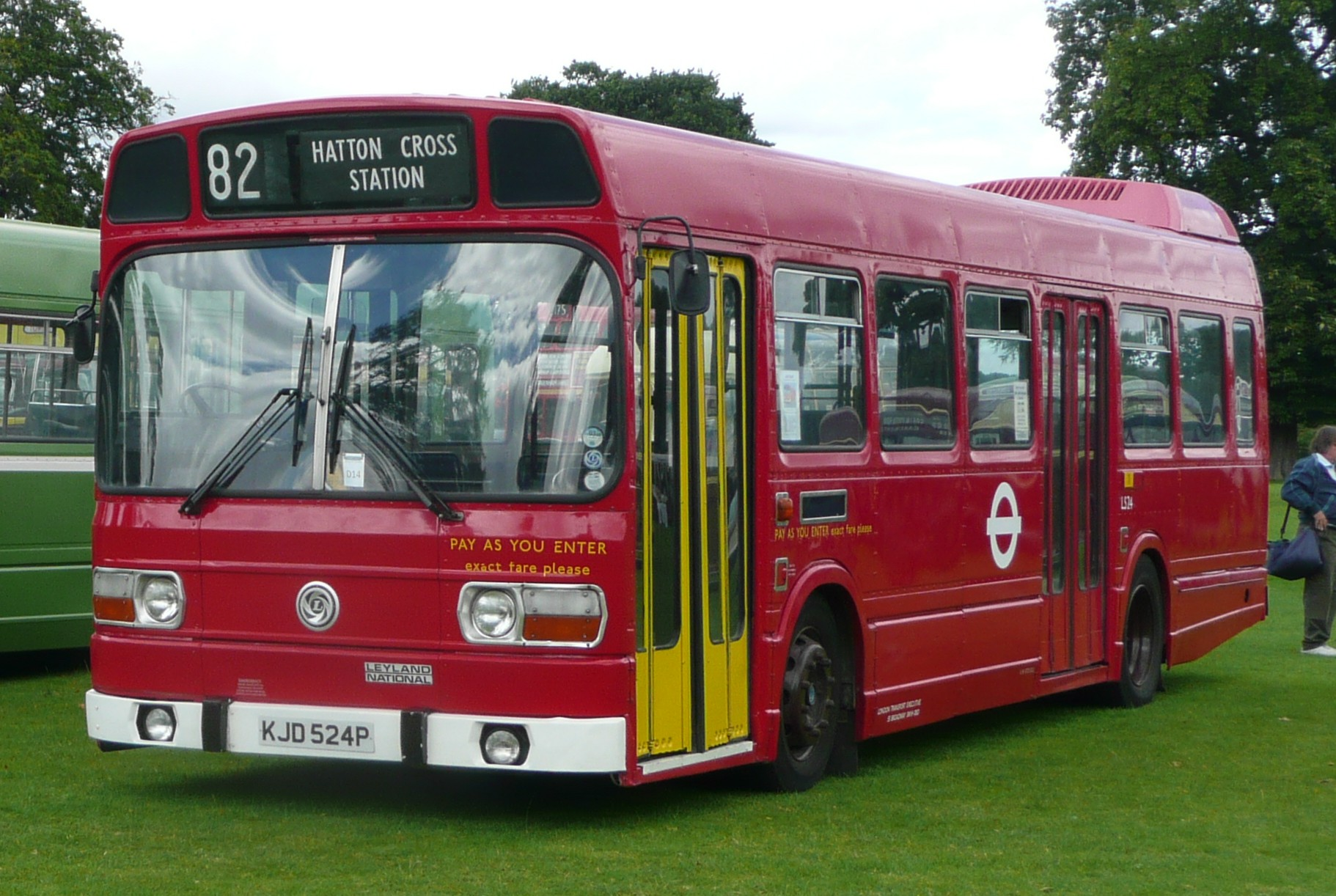
ロンドン・トランスポートで使用されていた2ドア車

レイランド・ナショナル（Leyland National）は、イギリスのレイランド社で1972年から1985年まで多量に製造されたバスである。
この車両はナショナルバス・カンパニー（National Bus Company）とブリティッシュ・レイランド社という2つの国営企業の共同プロジェクトとして開発され、カンブリア州 ワーキントン（Workington）のリリーホール工業地区（Lillyhall Industrial Estate）にある専用工場で生産された。スタイリングは著名なイタリアのカーデザイナーであるジョヴァンニ・ミケロッティによりデザインされた。ミケロッティとブリティッシュ・レイランド（BL）の作品にはトライアンフ製の乗用車（ヘラルド、TR、GT6、2000/2500、1300、ドロマイト、スタッグ）とスキャメル（Scammell）製トラック（ルートマン GRP キャブ）があった。
ナショナルは、AEC スイフト（AEC Swift、ブリストル RE （Bristol RE）、デイムラー・フリートライン（Daimler Fleetline）、デイムラー・ロードライナー（Daimler Roadliner）、レイランド・パンサー（Leyland Panther）といったブリティッシュ・レイランド社が提供していたリアエンジンのシングルデッキ・バスを代替する意図で製作された。

## 構造
レイランド・ナショナルはモジュール組み込み構造のリアエンジン車であり、全てのコンポーネントは組立と交換が容易に行えるように設計されていた。1978年までは特徴のある暖房機器を収めた張り出しを車体後部の天井上に載せており、これにより天井の高さから温風を吹き出していた。当初この張り出しは、ほぼ後部区画の全長に及んでいたことで外観に大陸調の雰囲気を与えていた。1974年に新しい短い張り出しを備えたモデルが導入された。レイランド・ナショナルには全長が10.3mと11.3mの2種類があり、短い型は窓がより四角いことで簡単に判別することができた。
レイランド・ナショナルは全ての部品が交換可能なように簡便な設計になっていた。ロンドン・トランスポート（London Transport）のような運行会社の中には2ドア・モデルを購入したところもあったが、後になってこの中の何社かは1ドア・モデルに変更した。これはナショナルのボディ設計により可能なことであり、実際に部品は互換性が図られていた。
初期の車両はナショナルバス・レッド、ナショナルバス・グリーンと白の3色しか用意されていなかった。ロンドン・トランスポート（London Transport）の要求で車体色にロンドンバス・レッドが追加され、同社は最終的に1973年から1980年の期間に総計500台以上を購入した。
1978年にレイランド社は、照明を最低限に減らして内装を刷新して前モデルにあった後部天井の暖房装置を省いた簡略化したモデル（10351B/1R）を送り出した。座席の下に置かれた暖房は基本的なものであったが効果的であった。このモデルは軽量であり、この特徴と低価格の後押しにより破格の販売を達成した。ロンドン・カントリー社（London Country）は多数を購入し、同社が経営破たんした時にはその他のバス運行会社がその車両をこぞって買い取った。
「ナショナル 2」が1979年に導入された。このモデルは車体前部に置かれたラジエーターと搭載可能なエンジンの種類が前モデルとの主な差異であった。

### エンジン
レイランド・ナショナル マークIは、8.3 Lのターボチャージャー付き直列6気筒 レイランド・510型ディーゼルエンジンを搭載していた。このエンジンは分離不能なシリンダーヘッドを持つ特異な構造で、バルブ関連の如何なる作業を行うにもシリンダー・ボア側から手を入れられるようにクランクシャフトとピストンを取り外す必要があった。燃料消費率が高いことと特に手をかけて整備していない場合の酷い排煙といった点で全てのバス運行事業者に不評であることが分かった。
バス運行事業者の中には、整備頻度の高さやその難易度に関する悪評がつきまとう510型エンジンを忌避して異なるエンジンを試したところもあった。
後の簡略化モデル（10351B/1R）では、排煙を抑制するために出力を絞ったエンジンが搭載された。
ナショナル 2には当初680型エンジン、その後レイランド・11型（680型からの発展型）が搭載されており、510型は既に提供されていなかった。
1981年にガードナー（Gardner）製6HLXB型エンジンが実験的に事故で損傷したイースタン・カントリー社（Eastern Counties）のLN600 (WVF 600S)車に搭載された。このエンジン換装がガードナー製エンジンを搭載した初の運行車両である姉妹車のLN781 (DPW 781T) へと繋がり、多くのエンジン換装の始まりとなった。レイランド社は、ナショナルの最初の販売においてガードナー製エンジンをオプションに設定しなかったことで同社から提訴され、その結果1982年からは当初6HLXB型、後に6HLXCT型というガードナー製エンジンをナショナル 2の搭載エンジンとして提供し始めた。

## イギリス

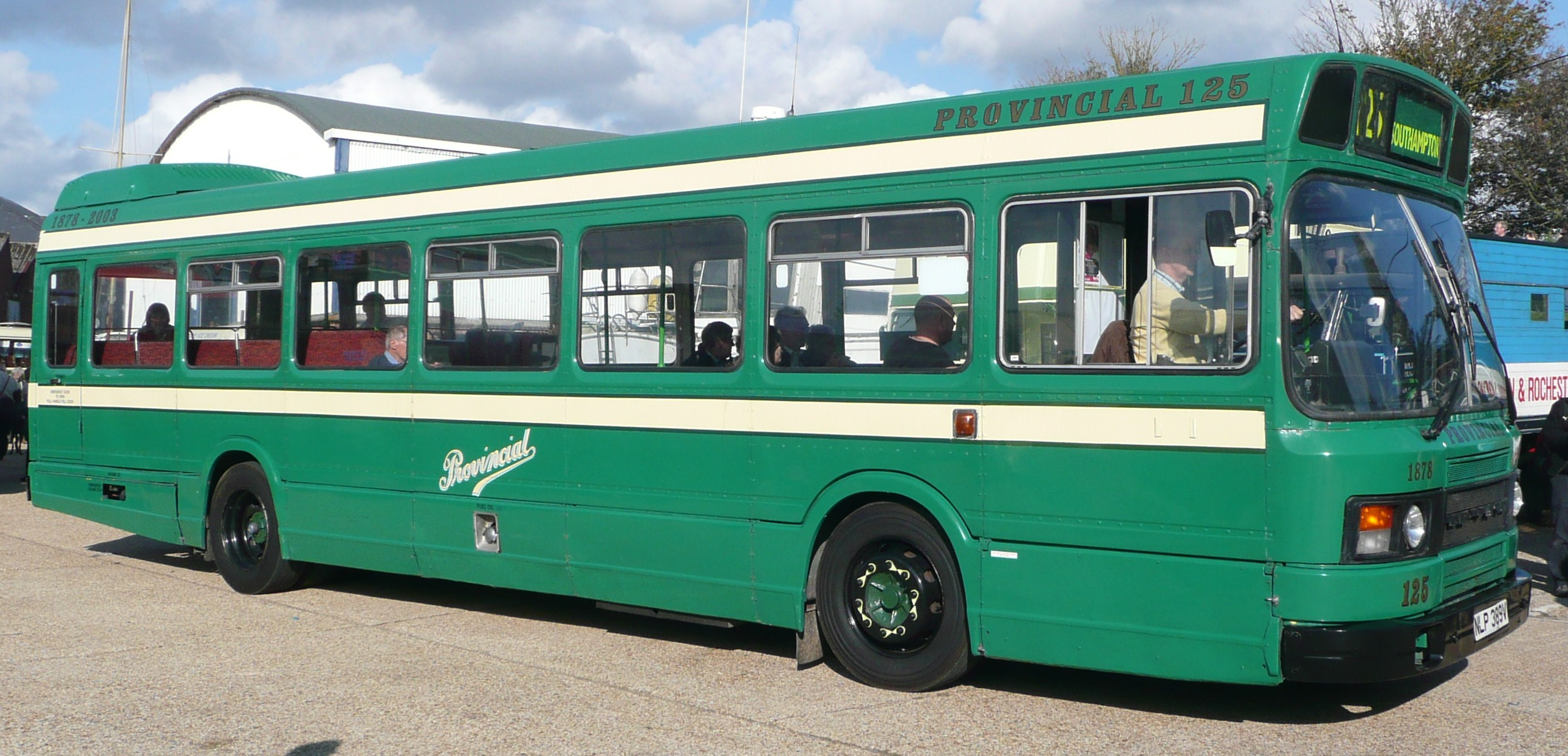
元々3ドアの空港バスとして生産されたナショナル 2

このバスは急速にイギリス国内で一般的なバスとなっていった。ナショナルバス・カンパニー（その傘下のバス運行会社に迅速に普及するように）向けに開発されたにもかかわらず、スコティッシュ・トランスポート・グループ（Scottish Transport Group）の傘下会社、ロンドン・トランスポート、SELNEC、グレート・マンチェスター・トランスポート（Greater Manchester Transport）、ブリティッシュ・エアウェイズ（3ドア・モデルを選択）やその他のバス運行会社にも購入された。

### 延命処置
歳月を経て規制緩和により醸成された圧力に押されてバス運行会社は自社のナショナルの延命を図り、DAF製やボルボ製エンジンへ換装することもあった。リベット留めのボディ部品は容易に交換可能であり、損傷した当日に修復が完了して運行に戻った場合もあった。全ての新品部品は灰色の下塗りがされていたため、運行事業者は自社用の塗装に塗り直す必要があった。
イースト・ランカシャー・コーチビルダー社（East Lancashire Coachbuilders）がグリーンウェイ社（Greenway）に対して行った提案のもっと極端な方法は、実質的にフレームと車軸以外の全てを交換するというものであった。

## 輸出

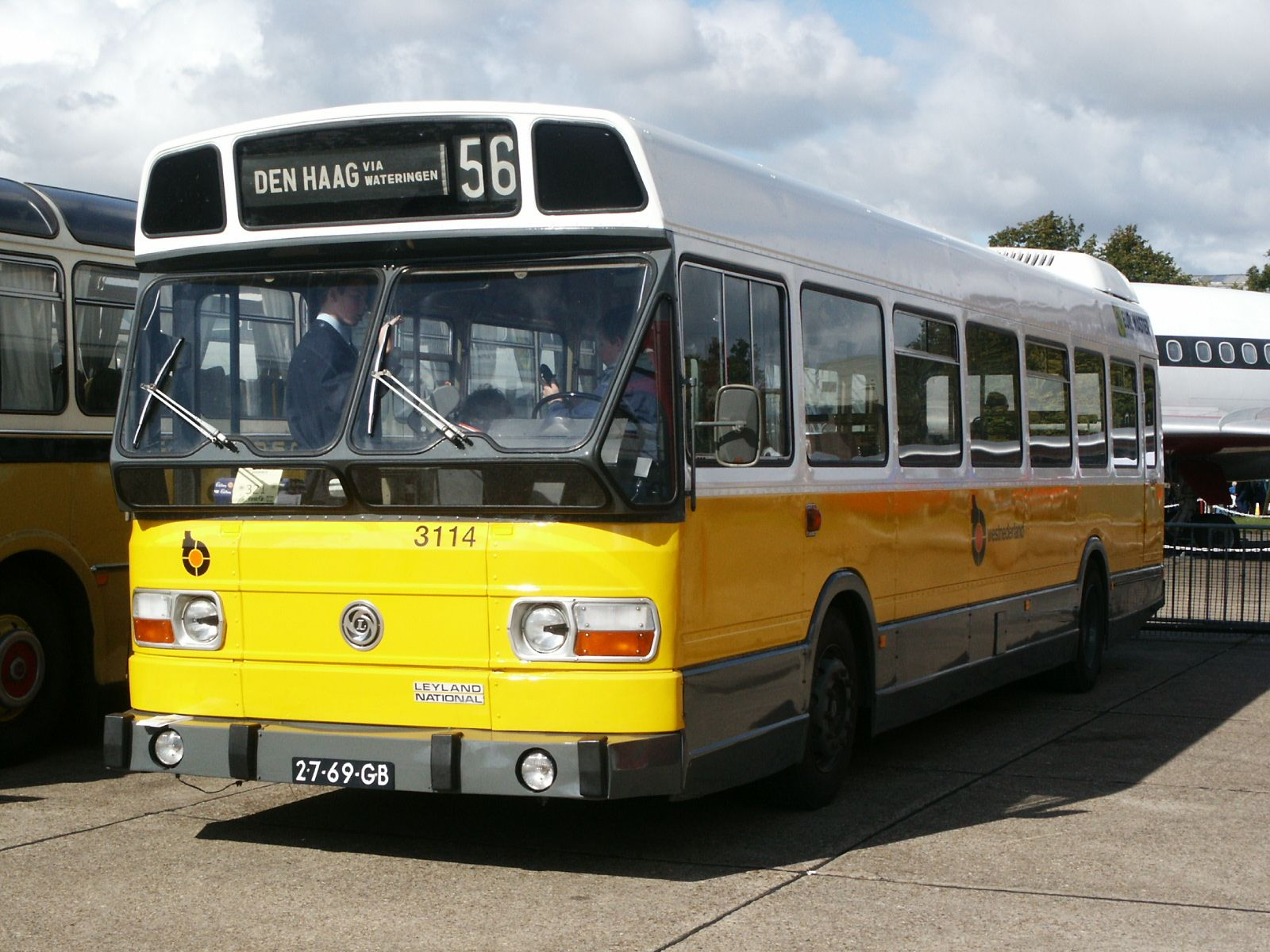
オランダで使用されたレイランド・ナショナル。2枚構成の曲面ガラスが6枚構成の平面ガラスに交換されている。

レイランド・ナショナルの輸出仕様は標準仕様と同様に製造されたが、後輪車軸までの長い窓とそれより後方の短い窓を持つことからハイブリッド型と呼ばれる車両もあった。これにより標準型の10.3と11.3 mに対し全長は10.9 mとなっていた。
非常に簡易に左ハンドル車が製造できるように設計されており、注文に応じて生産がされた。
しかし、レイランド・ナショナルは輸出市場では大成功を収めたとは言えず、最大の受注は1975年6月のベネズエラのカラカス向けの450台であった。1972年から1974年にかけて約125台のナショナルがブリティッシュ・エレクトリック・トラクション社（British Electric Traction）の子会社であるジャマイカのジャマイカ・オムニバス・サービス社（Jamaica Omnibus Services）で運行されるためにキングストンへ向けて出荷された。40台は国営バス会社で使用されるためにトリニダード・トバゴへ輸出された。
何台かがオランダへ販売され、前面ガラスの反射が問題となったため元のガラスが取り外されて別の形式の前面ガラスが取り付けられたが、それ以上は輸出されなかった。フランスのサン＝テティエンヌもナショナルを購入した。
オーストラリアではキャンベラのACTIONバスが70台のレイランド・ナショナルを運行した。この全70台は1974年11月から1975年10月にかけて導入され、内16台は完成車としてイギリスから持ち込まれ、残りの54台はオーストラリア国内で組み立てられた。最後の1台は1990年代初めに退役した。1975年にブリスベーン市交通局（Brisbane City Council's transport department）が7台のナショナルを購入し、1985年まで使用した。1975年にメルボルン首都圏トラム交通局（Melbourne and Metropolitan Tramways Board）も10台を購入した。
タスマニア州ではメトロポリタン・トランスポート・トラスト（Metropolitan Transport Trust：MTT、現在はMetro Tasmaniaとして）が1975年から1976年にかけて63台のナショナルを首都のホバートでの運行用に購入した。これらは全て全長10.3 mモデルであったが、1台はMTTに受領を拒否されて10.9 mモデルに交換された。

## 代替
総計で7,000台以上のレイランド・ナショナルが生産された。
これらはレイランド・リンクス（Leyland Lynx）により代替されたが、こちらは1,060台しか生産されなかった。

## 現存車両
現在では極少数のナショナルが運行されている。最後の主要な運行事業者であるチェースタウン（Chasetown）のチェース・バスサービス社（Chase Bus Services）はアリーヴァ社（Arriva）へ車両を売却し、アリーヴァ社は2007年4月28日にナショナルの運行を全て停止した。最後まで残ったナショナルは2台を除き全車がレイランド・510型エンジン搭載車であった。
数多くのレイランド・ナショナルが現存している。
ワーキントン工場は現在は閉鎖されているが、建物の一部はエディ・ストバート（Eddie Stobart）の倉庫の一部として使用されている。

## レールバスの派生型

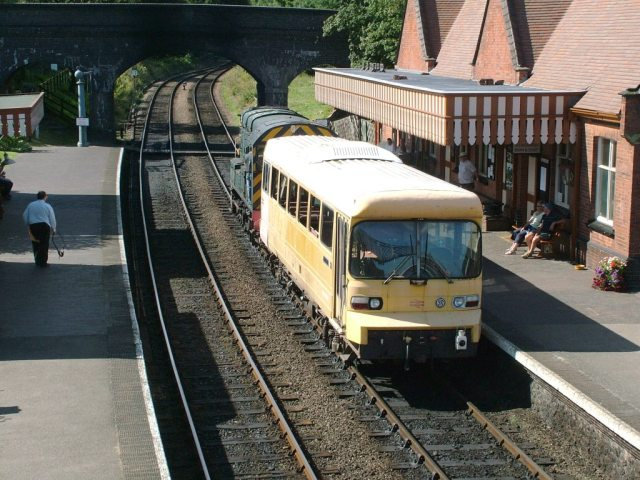
レイランド・ナショナルを基にしたレールバス LEV1の試作車

1980年代にレイランド・ナショナルの部品はイギリス国鉄向けの次世代レールバスにも使用されることとなった。
- ペーサー（Pacer）
- 155形（Class 155） - 後に多くが153形（Class 153）へ改装

十分な配慮がされていたにもかかわらずレイランド・ナショナルの標準のバスボディ前面を鉄道車両として使うには強度が不十分であると考えられた。ボディはナショナルのものと酷似しており、部品も共通なものを使用していたが、外形は異なっていた。

## 連接バスの派生型
1980年にデンマークの子会社レイランド・DAB（Leyland-DAB）は、レイランド・ナショナルのボディから派生した床下エンジンの連節バス（articulated buses）を何台か製作した。